# Pierre Le Muet
Pierre Le Muet (Digione, 7 ottobre 1591 – Parigi, 28 settembre 1669) è stato un architetto francese.

## Biografia
Pierre Le Muet è stato al servizio di Luigi XIII di Borbone (1601 – 1643), architetto nominato nel 1616, sotto la reggenza di Maria de' Medici (1575 – 1642). Nel 1632, sposa Marie Autissier, figlia di Jean Autissier, maestro muratore ma anche imprenditore e promotore di interventi urbanistici a Parigi, tra i quali la lottizzazione della Rue Dauphine nel 1607. Nella sua attività di architetto del Re, Le Muet si occupa del completamento del complesso edilizio denominato Val-de-Grâce che comprendeva la chiesa del Val-de-Grâce progettata da François Mansart (1598 – 1666) e iniziata da Jacques Lemercier (1585 - 1654) e dell'abbazia trasformata in Ospedale militare durante la Rivoluzione francese.
L'attività professionale di Le Muet si può dividere in due distinte fasi: la prima come architetto di corte, e ingegnere militare demandato alla progettazione e alla sorveglianza di lavori di fortificazione («conducteur des dessins des fortifications de Picardie»), a partire dal 1617 fino al 1637. Le Muet ha redatto un volume di piani delle fortificazioni della Piccardia (1631), oggi conservato nella Bibliothèque de l'Arsenal, e sotto gli ordini di Pierre de Conty d'Argencour (1575 – 1655) ingegnere, ha lavorato a Péronne e Corbie (1635-1638) e successivamente a Langres. In quegli anni si occupa del progetto della chiesa di Saint-Eustache (1623) e della chiesa di Notre-Dame-des-Victoires detta del Petits-Pères (1628), a Parigi.
Negli stessi anni si dedica alla stesura e alla pubblicazione del suo testo Maniere de bastir pour toutes sortes de personnes ..., pubblicato a Parigi nel 1623, che diventa presto il manuale di riferimento per la progettazione di edifici di civile abitazione in Francia. Il testo di Le Muet si configura come un manuale di progettazione, dal semplice (abitazioni private con una sola camera da letto) al complesso (abitazioni con cortili e giardini) e comprende progetti di abitazioni che offrono una buona immagine dell'architettura civile parigina dei primi anni del ‘600: palazzi con corridoio laterale e scala (tav. I-IV), palazzi con ampio cortile e case con giardino, con corpi laterali ad ala per la distribuzione delle stanze (tav. VII-XI), padiglioni isolati (tav. XII e XIII), prospetti e sezioni di fabbricati, disegni di carpenterie delle coperture. Negli anni seguenti si dedica alla traduzione di trattati classici dell'Architettura: nel 1631 pubblica una traduzione della «Regola delle Cinque Ordini d'Architettura» di Jacopo Barozzi da Vignola (1507 – 1573), con dieci disegni inediti per porte e nel 1645 un adattamento del trattato di Andrea Palladio (1508 – 1580).
La seconda fase della sua carriera inizia intorno al 1637 e si sviluppa strettamente nel campo dell'Architettura. In questo periodo Le Muet mette in pratica le sue idee e i suoi principi sulla progettazione e sulla composizione architettonica costruendo importanti complessi come il completamento del castello di Chavigny (1637-1646) a Lerné (Indre-et-Loire), iniziato da Claude Bouthillier (1581 - 1652), soprintendente alle finanze di Luigi XIII, e quello di Pont (1638-1641) à Pont-sur-Seine (Aube), prima di continuare e completare la costruzione del Castello di Tanlay (1643-1649) a Tanlay (Yonne), commissionato da Michel Particelli d'Emery ou d'Hémery (1596 - 1650). Per quest'ultimo, tra il 1642 e il 1650, Le Muet progetta e costruisce l'ala destra dell'edificio, secondo lo schema classico dei castelli con pianta a U che racchiude il cortile interno. Le Muet disegna le nuove facciate dell'edificio principale e la decorazione degli appartamenti. Di fronte al castello, fa costruire, in stile classico, il petit Château. Si occupa anche della progettazione e della sistemazione del parco e realizza un canale che circonda a modo di fossato il castello. La progettazione del giardino del castello di Tanlay è stata esemplare per quell'epoca e ha influenzato il disegno dei giardini di Versailles e del castello di Vaux-le-Vicomte. Nel 1639 progetta l'Hôtel Coquet e nel 1642 l'Hôtel Marin (poi Hôtel d'Assy) a Parigi, quindi l'Hôtel Bouchu a Digione, e l'Hôtel Gauthier a Parigi; gli anni 1644-47 lo vedono impegnato nel progetto e nella costruzione dell'Hôtel d'Avaux (Hôtel de Saint-Aignan), nel 1647 nella realizzazione dell'Hôtel Comans d'Astry, sul quai de Béthune nella l'île Saint-Louis. Successivamente si dedica al completamento dell'Hôtel Tubeuf (1649-1655), in rue Vivienne 16 per conto di Jacques Tubeuf (1606 – 1670) e quindi prende in mano i lavori di completamento del Val-de-Grâce dopo la morte Jacques Lemercier, secondo il progetto e le linee guida che erano state tracciate da François Mansart. Nel 1656 Le Muet progetta l'ampliamento dell'Hôtel Marin e la ristrutturazione dell'Hôtel Scipion a Parigi. Negli anni 1659-1661, infine, si dedica all progettazione e alla costruzione dell'Hôtel de Laigue o di Chevreuse.
Nel panorama degli architetti del XVII secolo, Pierre Le Muet si può considerare uno dei migliori architetti del suo tempo, alla pari di Jacques Lemercier, François Mansart e di Louis Le Vau (1612 – 1670), suoi contemporanei.

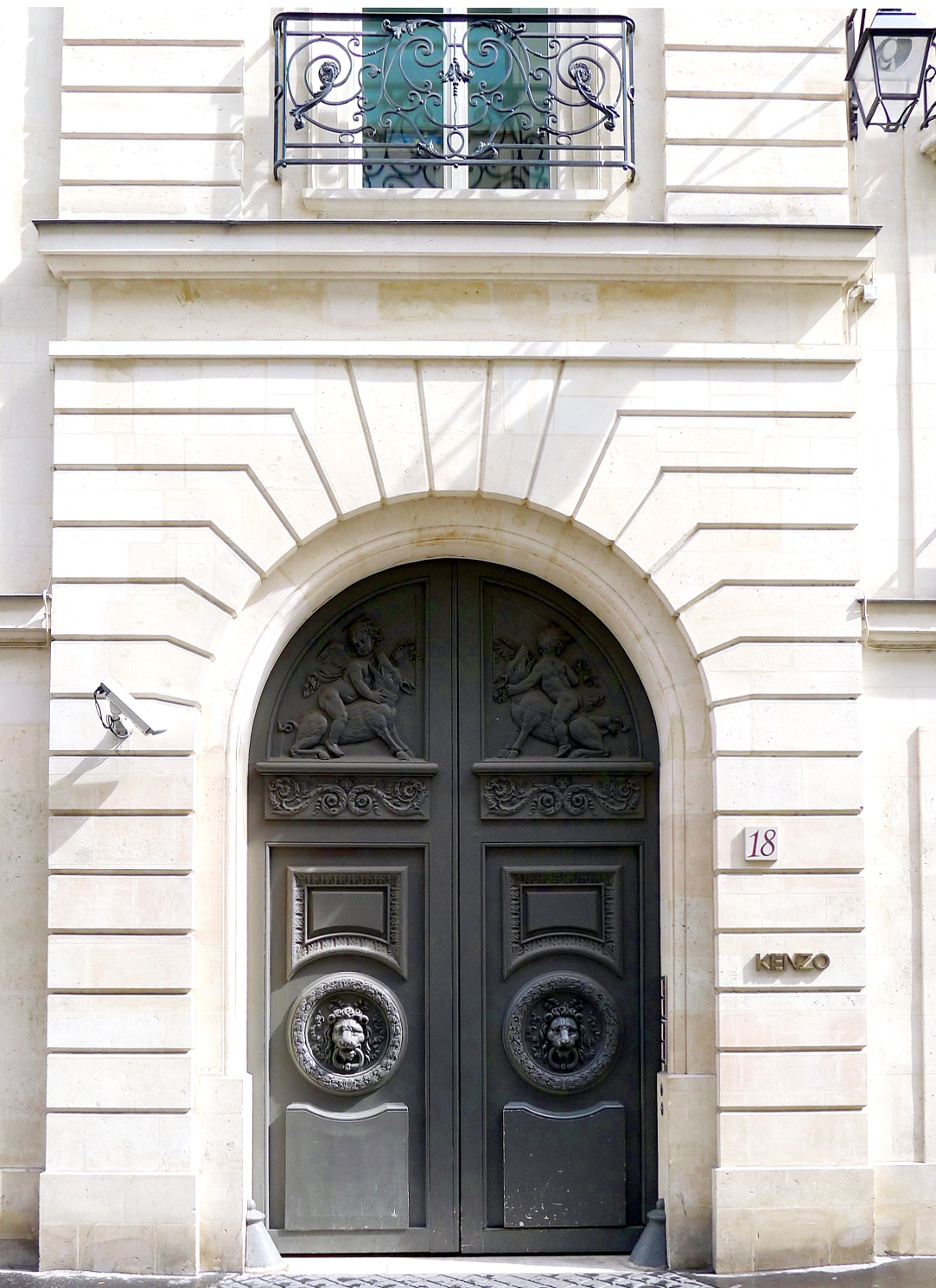
Parigi: rue Vivienne, immobile al n. 18, antico hôtel Desmarets.
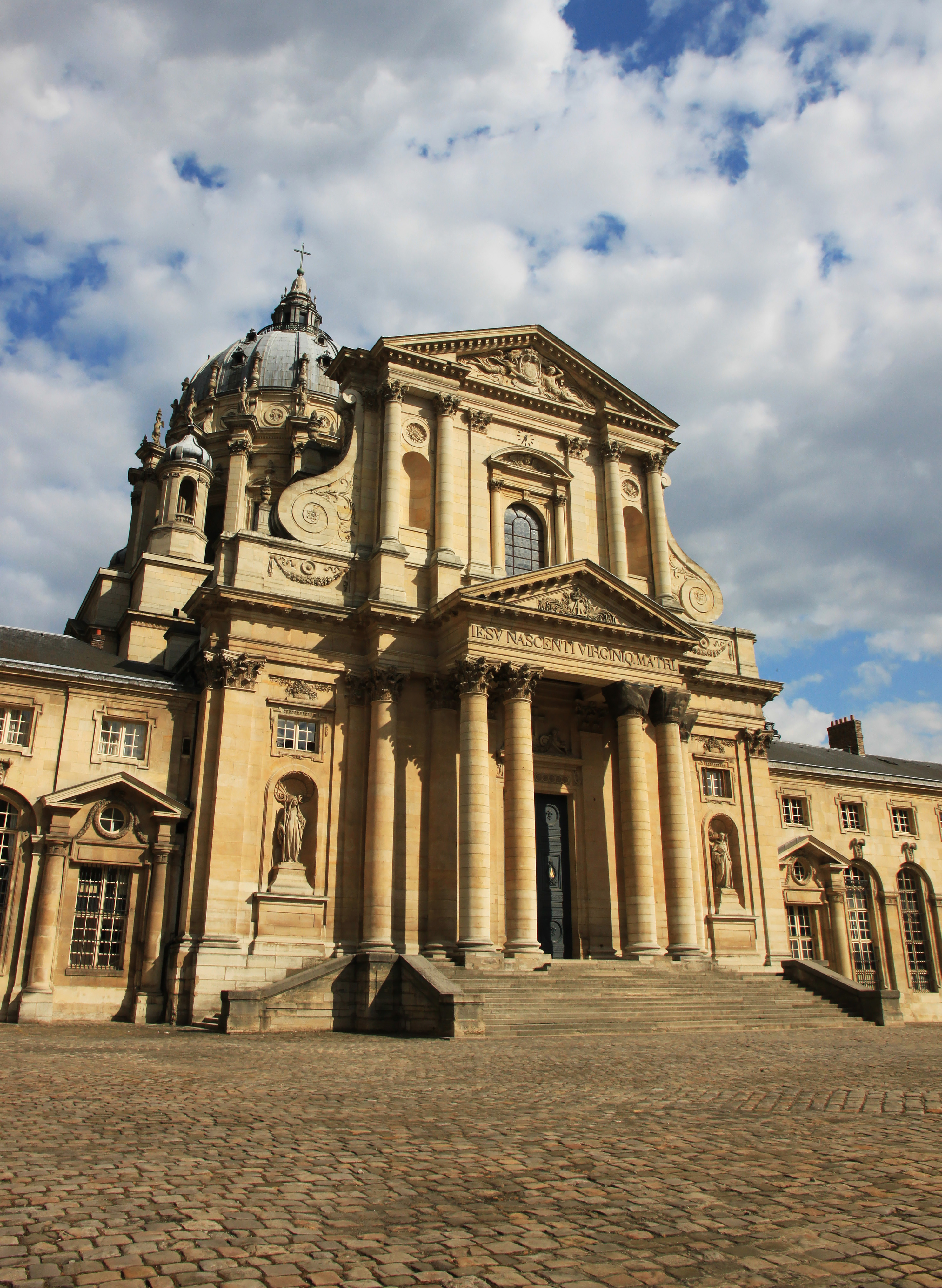
Chiesa di Val-de-Grâce, in stile classico barocco, costruita negli anni 1645-1667.
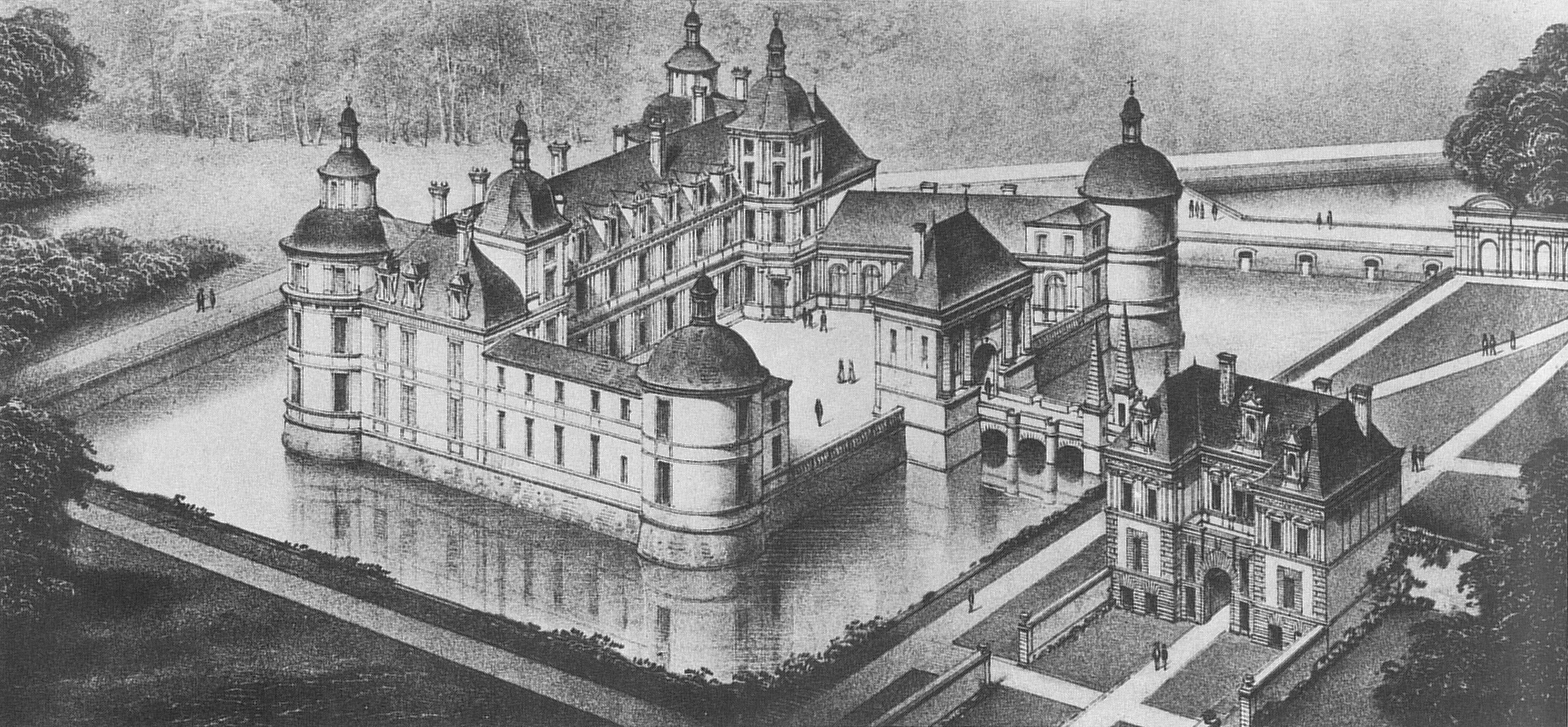
Castello di Tanlay, disegno con vista a volo d'uccello.
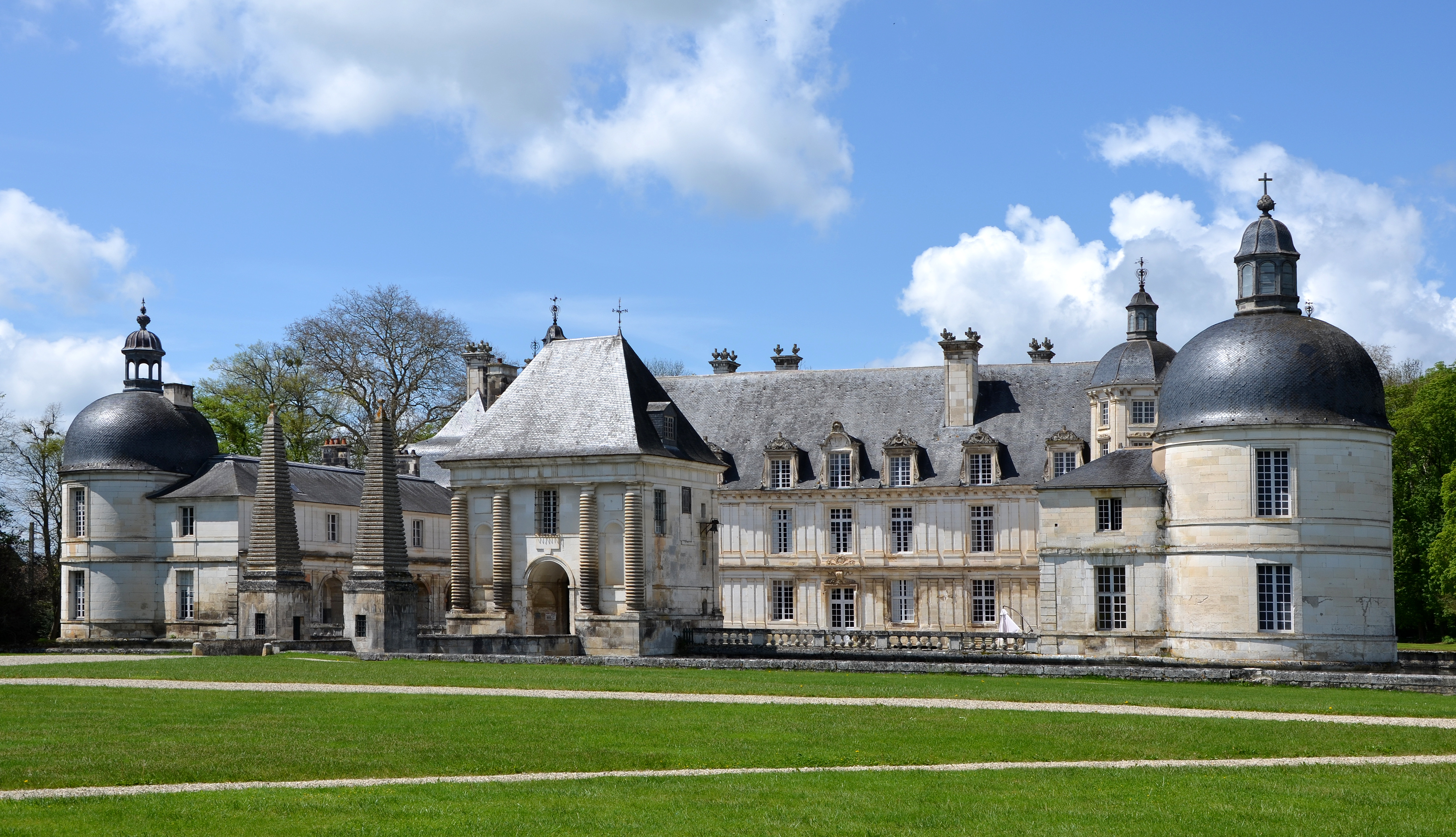
Castello di Tanlay.
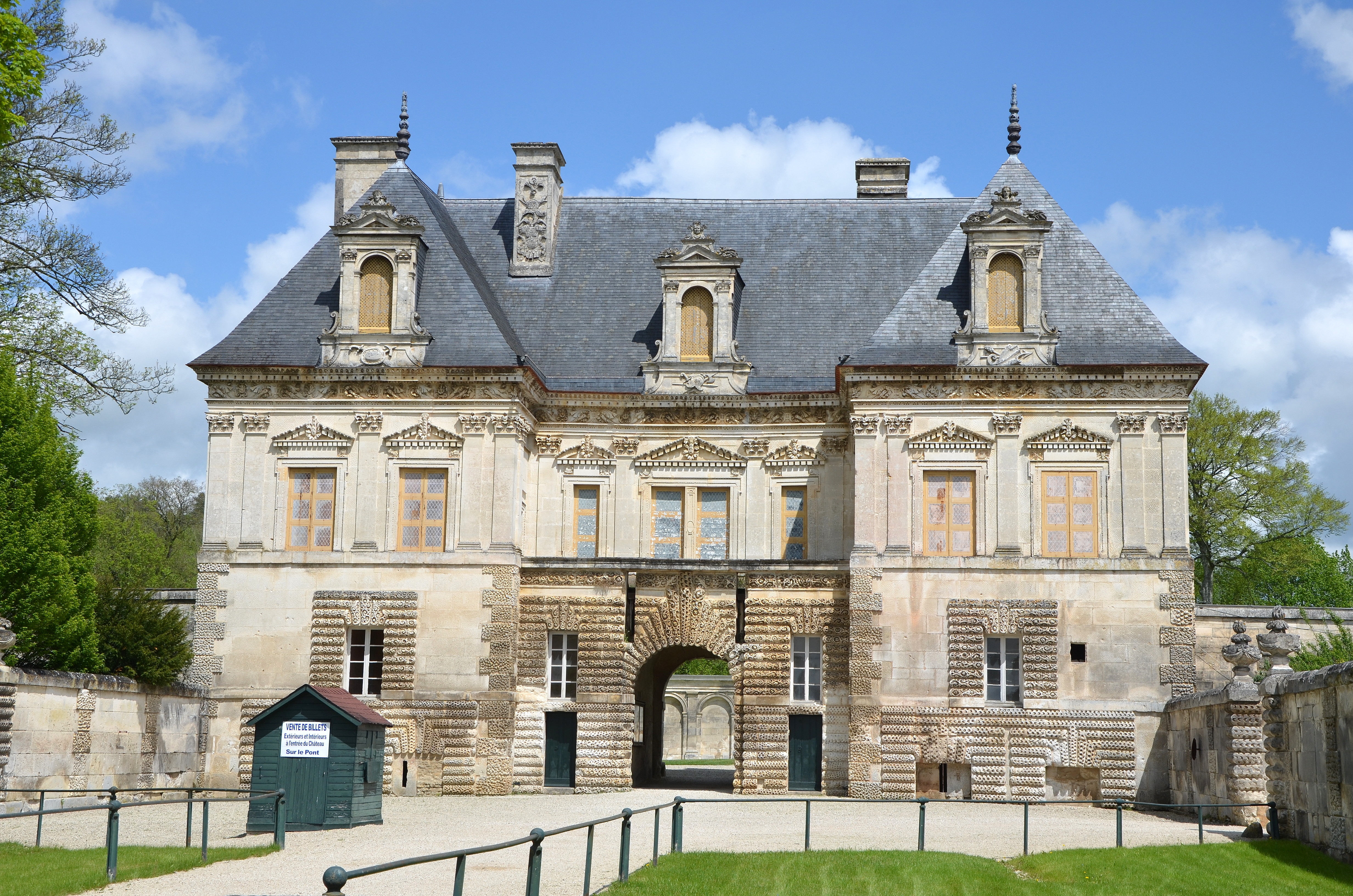
Castello di Tanlay: Le petit Château.
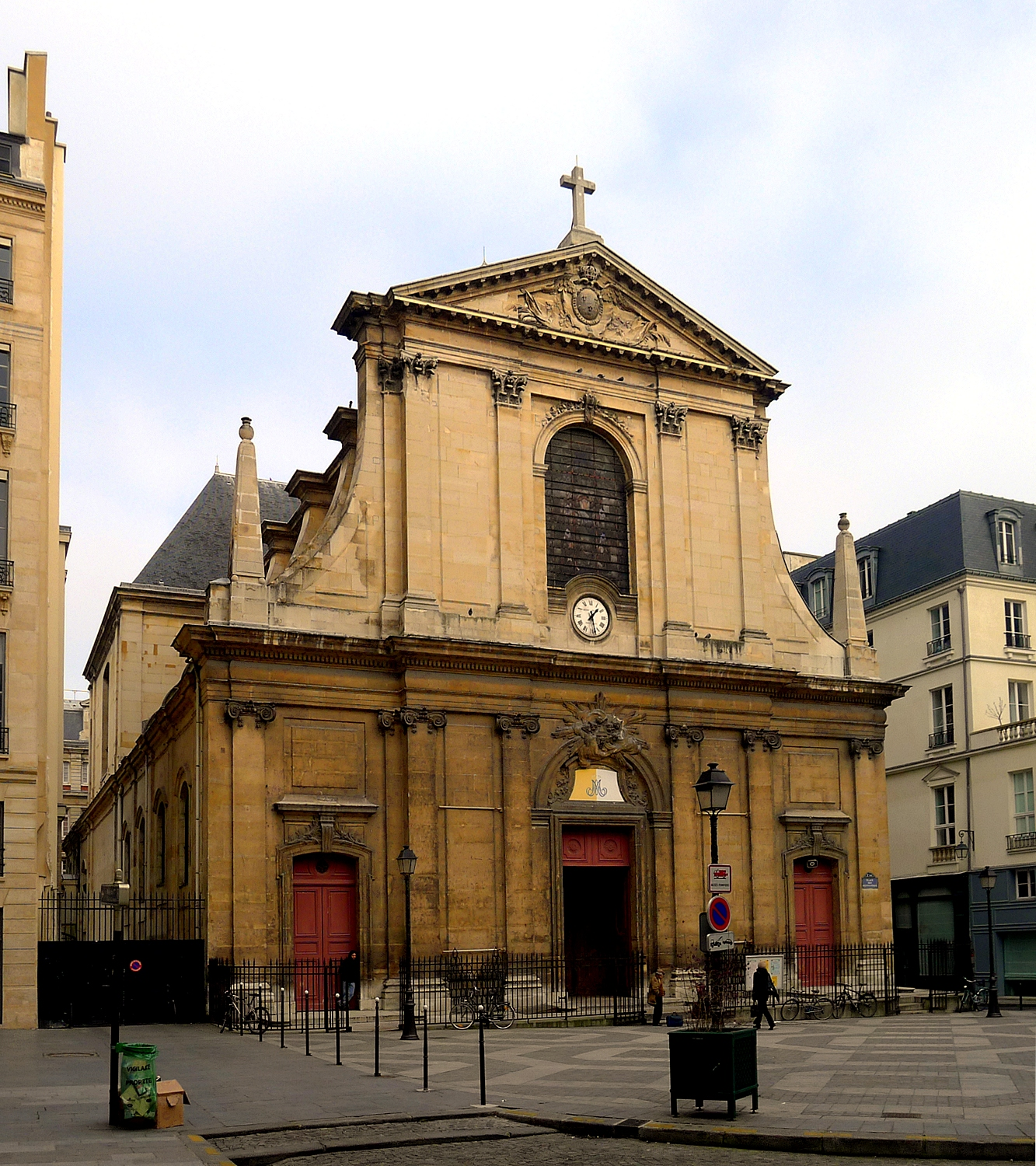
Parigi: Basilica di Notre-Dame-des-Victoires detta anche del Petits-Pères.
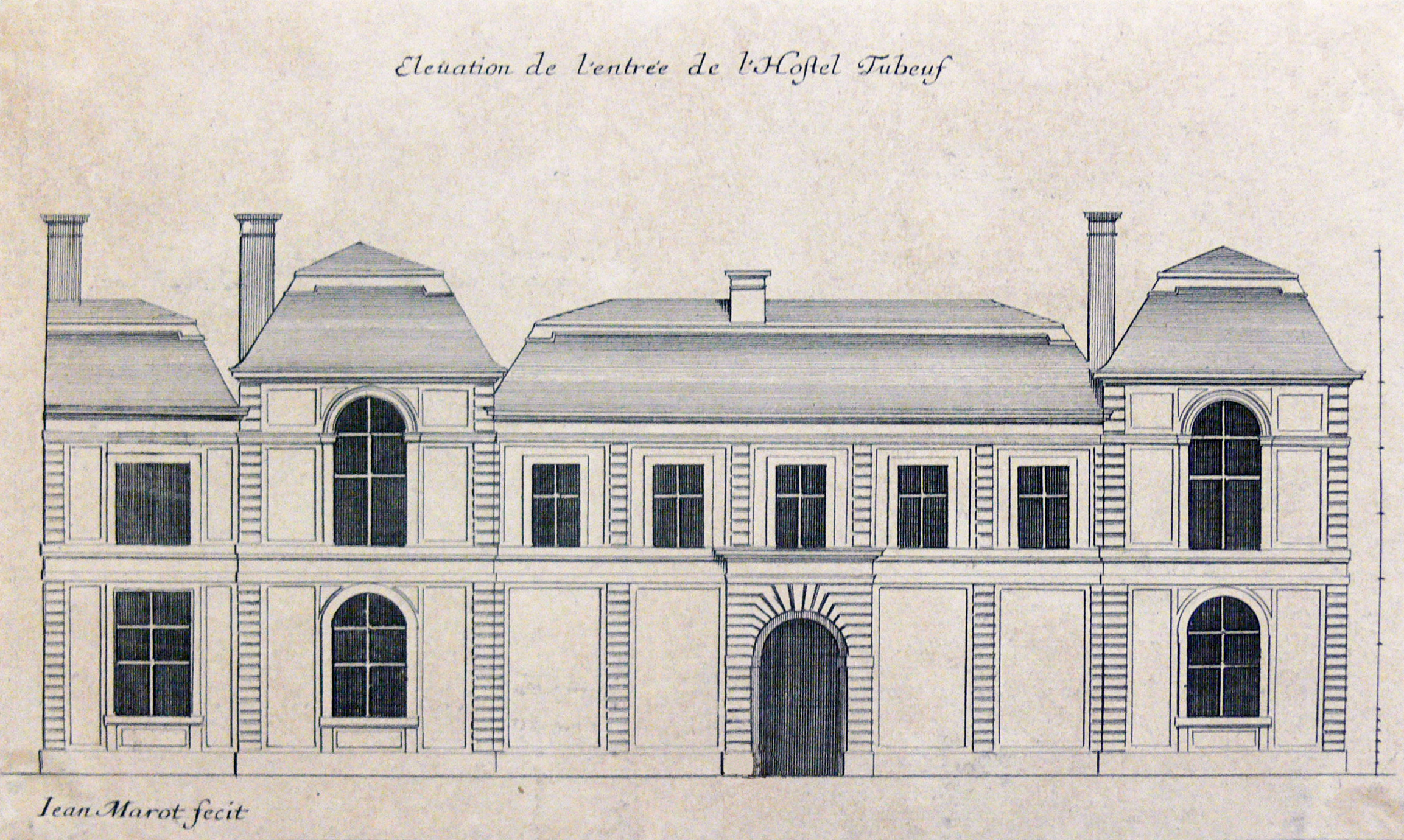
Hotel Tubeuf o Colbert de Torcy, stampa di Jean Marot (1619 – 1679).

## Opere
- 1623. Partecipa in qualità di esperto alla costruzione della chiesa di Saint-Eustache a Parigi.
- 1628. Progetto della chiesa di Notre-Dame-des-Victoires e del convento detto dei Petits-Pères.
- 1637 – 1646. Progetto del castello di Chavigny a Libré (Indre-et-Loire) realizzato per conto di Claude de Bouthillier. Il castello è stato demolito nel 1832.
- 1638 – 1641. Progetto del castello di Pont-sur-Seine (Aube) realizzato per conto di Claude de Bouthillier. Il castello è stato demolito nel 1814.
- 1639. Inizia la sua proficua attività di architetto a Parigi. Progetta e realizza l'Hôtel Coquet (1639-1644), successivamente Hôtel Desmarets, costruito per Jacques Coquet, tesoriere di Francia, ampliato da Jacques Bruand, fratello di Libéral Bruant (1636 - 1697) uno dei massimi esponenti del Architecture baroque, negli anni 1658-1661 e ancora trasformato nel XIX secolo (immobile sito rue Vivienne al n. civico 18).
- 1642. Progetto dell' l'hôtel Marin (poi hôtel d'Assy), sito in rue des Francs-Bourgeois, civ. 58 bis.
- 1642. Progetto dell'Hôtel Bouchu a Digione e dell'Hôtel Gauthier.
- 1643. Parigi: tre piccole abitazioni ricordate con il nome Petit Hôtel Tubeuf (1643-1644) costruite per Jacques Tubeuf, soprintendente di Francia. Le costruzioni furono demolite da Henri Labrouste (1801 – 1875) per fare spazio alla costruzione della sala di lettura della Bibliothèque impériale poi Bibliothèque nationale de France. La locazione dell'immobile è attualmente in rue des Petits-Champs.
- 1643 – 1648. Conclude la costruzione del Castello di Tanlay (Côte-d'Or) per conto di Michel Particelli d'Emery.
- 1644 - 1647. Parigi: Hôtel d'Avaux (1644-1650), poi Hôtel di Beauvilliers o Hôtel di Saint-Aignan, costruito per Claude de Mesmes (1595 - 1650), comte d'Avaux, successivamente trasformato per Paul de Beauvilliers (1648 - 1714), duca di Saint-Aignan, che l'acquista nel 1688, oggi in rue du Temple al n. 71.
- 1646. Parigi: scuderia e biblioteca del Hôtel Duret de Chevy, realizzate per Jacques Tubeuf, in rue Neuve des Petits-Champs, andate distrutte.
- 1647. Parigi: Hôtel de Comans d'Astry costruito per Thomas de Comans d'Astry, consigliere del Re, oggi in quai de Béthune al n. 18, sull'île Saint-Louis.
- 1649. Parigi: Hôtel Tubeuf (1649-1655), poi Hôtel Colbert de Torcy costruito per Jacques Tubeuf, oggi in rue Vivienne al n. 16.
- 1650. Parigi: Hôtel de Chevreuse, detto anche hôtel de Luynes, costruito per Marie de Rohan-Montbazon (1600 - 1679), duchessa di Chevreuse. L'edificio è stato distrutto quando fu realizzato il boulevard Saint-Germain.
- 1655 – 1661. Prosegue la costruzione del complesso Val-de-Grâce dopo la morte di Jacques Lemercier seguendo il progetto che era stato modificato da François Mansart. Realizza la volta della navata e la cupola nel transetto, si occupa anche delle decorazioni interne.
- 1655 – 1667. Completa il convento di Val-de-Grâce.
- 1656. Ristruttura e amplia l'Hôtel Marin
- 1656. Ristrutturazione dell'Hôtel Scipion, in rue Scipion al numero 13.
- 1659. Parigi: progetto dell'Hôtel de Laigue (1659-1661), in rue Saint-Guillaume al n. 16.
- 1663. Disegni preliminari per la chiesa di Val-de-Grâce in collaborazione con il suo assistente Gabriel le Duc (1635 - 1696).

## Scritti
Bibliografia e opere: Bibliografia estesa

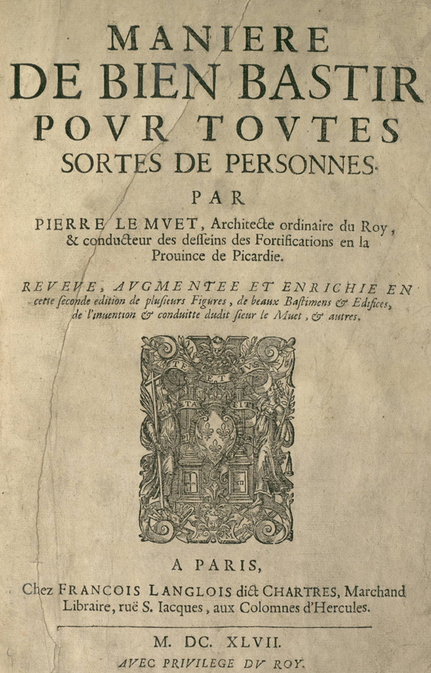
Maniere de bastir pour toutes sortes de personnes..., 1623. Copertina.

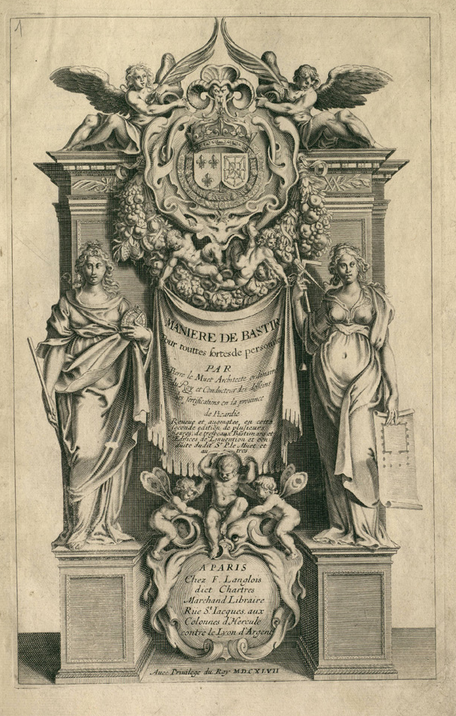
Maniere de bastir pour toutes sortes de personnes..., 1623. Frontespizio.

- Maniere de bastir pour toutes sortes de personnes...  Paris: Melchior Tavernier, 1623. Altre edizioni: Paris, François Langlois, 1647; Paris, Jean du Puis, 1663; Paris, François Jollain, 1681. Il successo del trattato di Pierre Le Muet è confermato dalla traduzione in inglese: The art of fair building... London: Robert Pricke, 1670, 1675 e 1679; testo integrale, Copia dell'Institut d'Histoire de l'Art, Université de Tours.
- Traduzione in francese del trattato di Palladio Trattato dei cinque ordini d'architettura, e successivamente nelle seguenti lingue:
  - francese: Traicté des cinq ordres d'architecture... Traduit du Palladio augmenté de nouuelles inventions pour l'art de bien bastir par le Sr. Le Muet. Paris: François Langlois, 1645; Paris: Pierre Mariette, 1647;
  - olandese: Traitté des cinq ordres d'architecture... Traduit du Palladio augmenté de nouuelles inventions pour l'art de bien bastir par le Sr. Le Muet...  Amsterdam: Cornelis Danckerts, 1646; Amsterdam: Henry Wetstein, 1679 e 1682; Amsterdam: Cornelis Danckerts, 1646;
  - inglese: The first book of architecture... Translated out of Italian... by Pr Le Muet..., translated out of French by G. R [Godfrey Richards]...  Londres: J. M, 1663 e 1668; Londres: N. Simmons, 1676; London: T. Passenger, T. Sawbridge and R. Smith, 1683; London: T. Parkhurst, G. Sawbridge, E. Tracy, 1693.

- Traduzione in francese del trattato di Vignola Regola delli cinque ordini d'architettura, eseguita sulla base dell'edizione di Roma del 1562. Il successo della traduzione di Le Muet è riconosciuto dalle numerose ri-edizioni in francese e, successivamente, in altre lingue:
  - 1631-32. Regles des cinq ordres d'architecture de Vignolle reveuee, augmentees et reduites de grand en petit par le Muet. Paris: Melchior Tavernier. Nuove edizioni sono state pubblicate negli anni 1644-1655 da Pierre Mariette a Parigi, per i tipi di Nicolas Langlois (a Parigi) tra il 1647 e il 1671. La seconda edizione delle Regles des cinq ordres d'architecture... reveuës, augmentées, & reduites de grand en petit volume par le Muet. Corrigées de plusieurs fautes considerables qui s'estoient glissées dans les precedentes impressions... Iouxte la copie imprimée è stata pubblicata a Paris nel 1657, seguita da nuove edizioni nel 1658 e 1684. La traduzione di Le Muet è stata pubblicata nelle seguenti lingue
  - a) tedesco: Regel der fünff Orden von Architectur... durch Mr. Iacob Barozio von Vignola... an der Her von [Pierre Le] Muet. Amsterdam: Cornelis Danckerts, 1651; Amsterdam: Dancker Danckerts 1664; Nuremberg: Johann Hofmann, 1675; Nuremberg: Johann Zieger et Georg Lehmans, 1699;
  - b) inglese: Vignola, or the compleat architect... Translated into English, by Joseph Moxon. London: Joseph Moxon, 1655; London: William Leybourn, 1665; London: Joseph Moxon, 1673, 1692, 1694;
  - c) olandese: Regel van de vijf ordens der architecture door I. B. van Vignola... door Mr [Pierre Le] Muet. Amsterdam: Louis Elzévir, 1638; Amsterdam: Cornelis Danckerts, 1642, 1650; Amsterdam: Dancker Danckerts, 1664.